# Camera

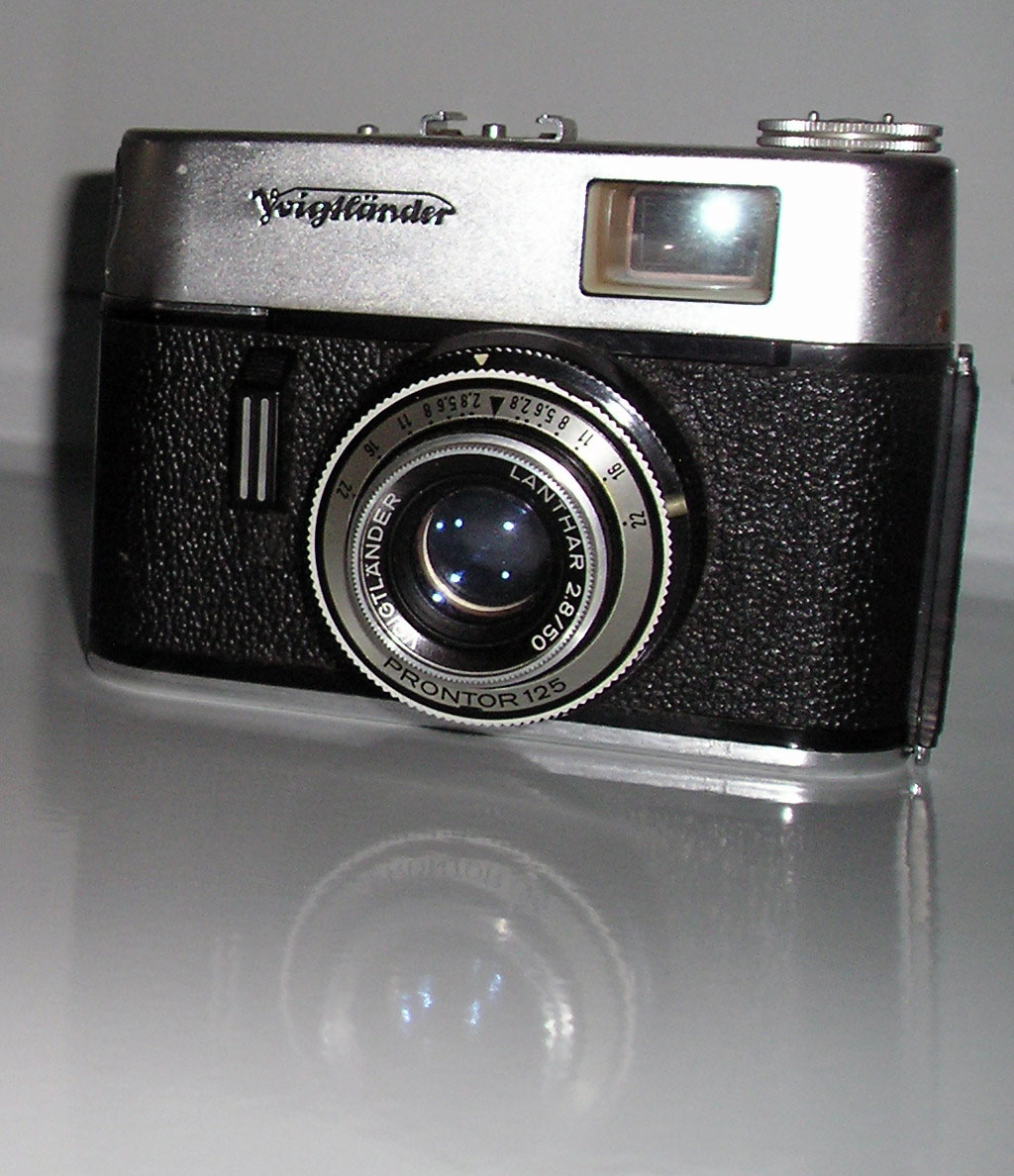
Voigtländer fototoestel, Vitoret F

Een camera is in ruime zin een apparaat dat een invallend lichtsignaal omzet naar een chemische blauwdruk of een elektronisch signaal. Het woord camera komt uit het Latijn en is het eerste woord van de oorspronkelijke uitdrukking camera obscura ("donkere kamer").
Zo'n donkere kamer is een ruimte die geheel verduisterd is, met een klein gaatje in de wand.
Is er buiten voldoende licht, dan ziet men op de muur tegenover het gaatje een beeld van de buitenwereld.

## Geschiedenis
De camera obscura werd beschreven in een manuscript van Leonardo da Vinci. Het originele manuscript van Da Vinci bestaat niet meer, maar er is een vertaling uit 1797 bekend van de natuurkundige Venturi. Ook in de Griekse oudheid (Aristoteles) waren er echter al beschrijvingen van afbeeldingen door een klein gaatje op de wand van een donkere kamer.
Wordt het gaatje groter gemaakt, dan wordt het beeld helderder, maar ook minder scherp.
De oplossing daarvoor is het gaatje van een positieve lens te voorzien.
Vanaf de 16e eeuw werd de camera obscura met matglas en lens gebruikt als hulpmiddel voor schilders en tekenaars. Door een geprojecteerd beeld op dun papier over te trekken was men in staat perspectivisch juiste tekeningen te maken. Na de ontwikkeling van het fotografische chemische procedé werd de camera gebruikt om fotografie mee te bedrijven.

## Tegenwoordig
Videocamera's, filmcamera's en televisiecamera's zijn geschikt voor het maken van opnames van bewegende of veranderende beelden, genaamd video, televisieopnames, of films, meestal inclusief geluid. Daarentegen zijn analoge fotocamera's, die werken met lichtgevoelige film, enkel geschikt voor het maken van stilstaande opnames, foto's zonder geluid. Met moderne digitale camera's (inclusief mobiele telefoons met ingebouwde camera's) kunnen nu behalve foto's ook video-opnames worden gemaakt met geluid. 
De meeste moderne camera's werken elektronisch, met uitzondering van professionele camera's voor het maken van langspeelfilms.

## Zie ook

Opengewerkte spiegelreflexcamera